# Phoenicoprocta selecta
Phoenicoprocta selecta är en fjärilsart som beskrevs av Herrich-Schäffer 1854. Phoenicoprocta selecta ingår i släktet Phoenicoprocta och familjen björnspinnare. Inga underarter finns listade i Catalogue of Life.